# Jassem Khalloufi
Jassem Khalloufi (in arabo جاسم الخلوفي‎?; Kram, 2 settembre 1981) è un calciatore tunisino, portiere dello Stade Gabesièn.

## Carriera

### Nazionale
Con la selezione olimpica ha partecipato alle olimpiadi di Atene 2004.